# Toro Investimentos
A Toro Investimentos é uma empresa brasileira fundada em 2010. Nasceu como uma fintech de investimentos e educação financeira e recebeu, em 2017, a autorização do Banco Central do Brasil, B3 e da Comissão de Valores Mobiliários (CVM) para se tornar uma corretora de valores.

## História
Entre 2014 e 2015 a empresa teve um crescimento com seu serviço de análise e educação para investimentos na Bolsa de Valores, chamado Toro Radar. E, em 2016, inicia-se o processo de constituição da corretora junto aos órgãos responsáveis, neste ano também foi aberta uma filial no Rio de Janeiro.
Em 2018, o Banco Central do Brasil, B3 e a Comissão de Valores Mobiliários (CVM) autorizam a Toro a criar sua própria instituição financeira, e também recebe o selo CETIP Certifica, certificação que garante mais segurança e transparência para os investidores.
A empresa já havia recebido em 2017 um aporte inicial de R$ 46 milhões de um grupo de investidores em troca de uma participação de 25% na empresa, e em 2018 recebeu outros R$ 20 milhões do mesmo grupo para acelerar a criação da corretora. Um destes investidores é Eugênio Mattar, presidente da empresa de locação de veículos Localiza.
No dia 17 de julho de 2018, a Toro realizou o lançamento de sua corretora de valores oficialmente na B3 e apresentou para o público sua plataforma de investimentos em renda fixa, Tesouro Direto e Bolsa de Valores.
Ainda em 2018, a empresa figurou no ranking anual das 250 fintechs mais promissoras do mundo, criado pela consultoria CB Insights, no setor de “Retail Investing & Secondary Markets”.
Em setembro de 2020, a Toro Investimentos realiza a venda de 60% de suas ações para o Santander Brasil. E no final de abril de 2021, a operação é aprovada pelo Banco Central, oficializando a Toro Investimentos como uma empresa do ecossistema Santander Brasil.
Três anos depois, em 2023, o grupo Santander Brasil concluiu a compra do percentual restante da corretora por um valor não divulgado.